# Castiello de Jaca

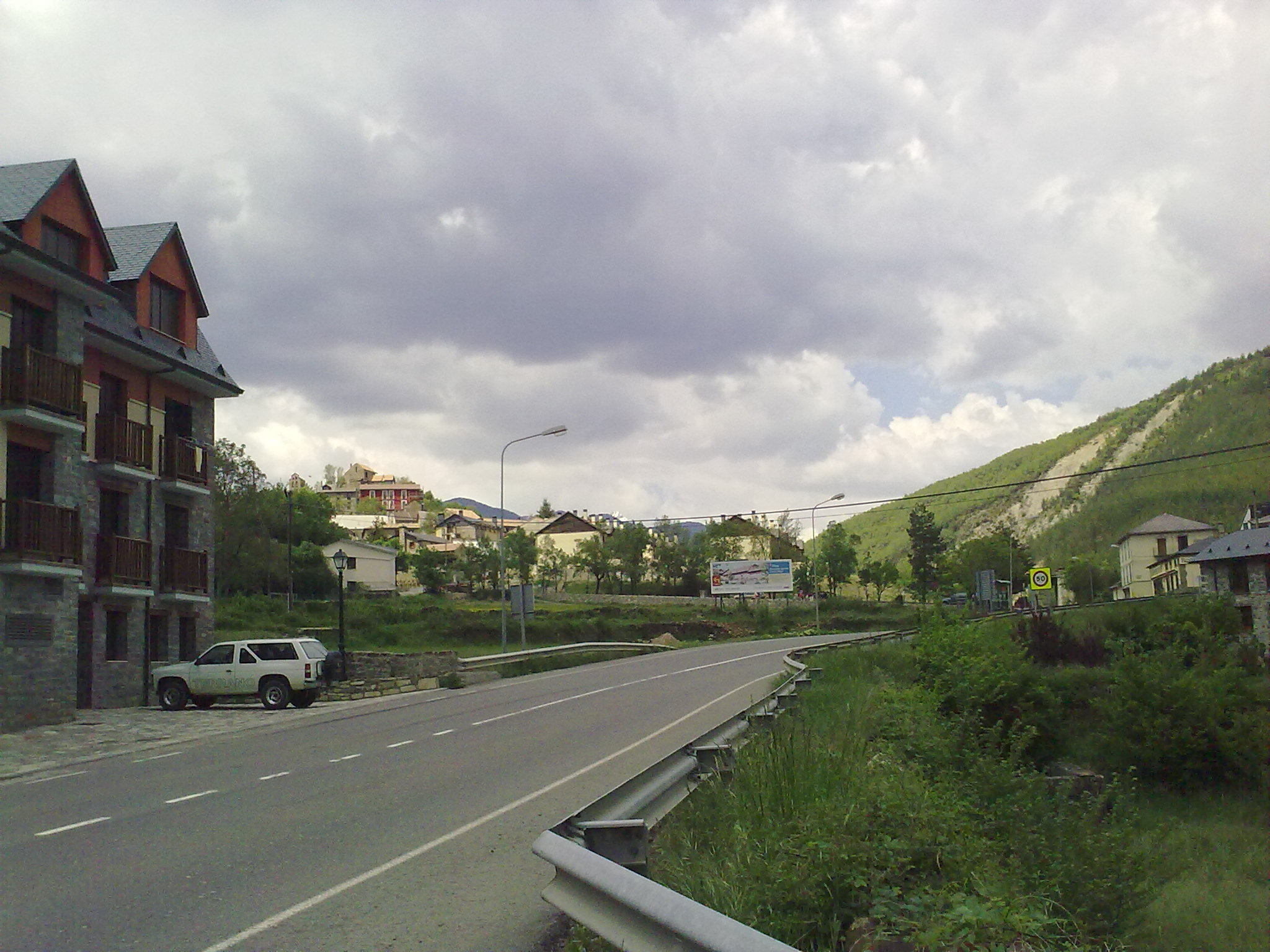
La principal carretera que pasa por el pueblo.

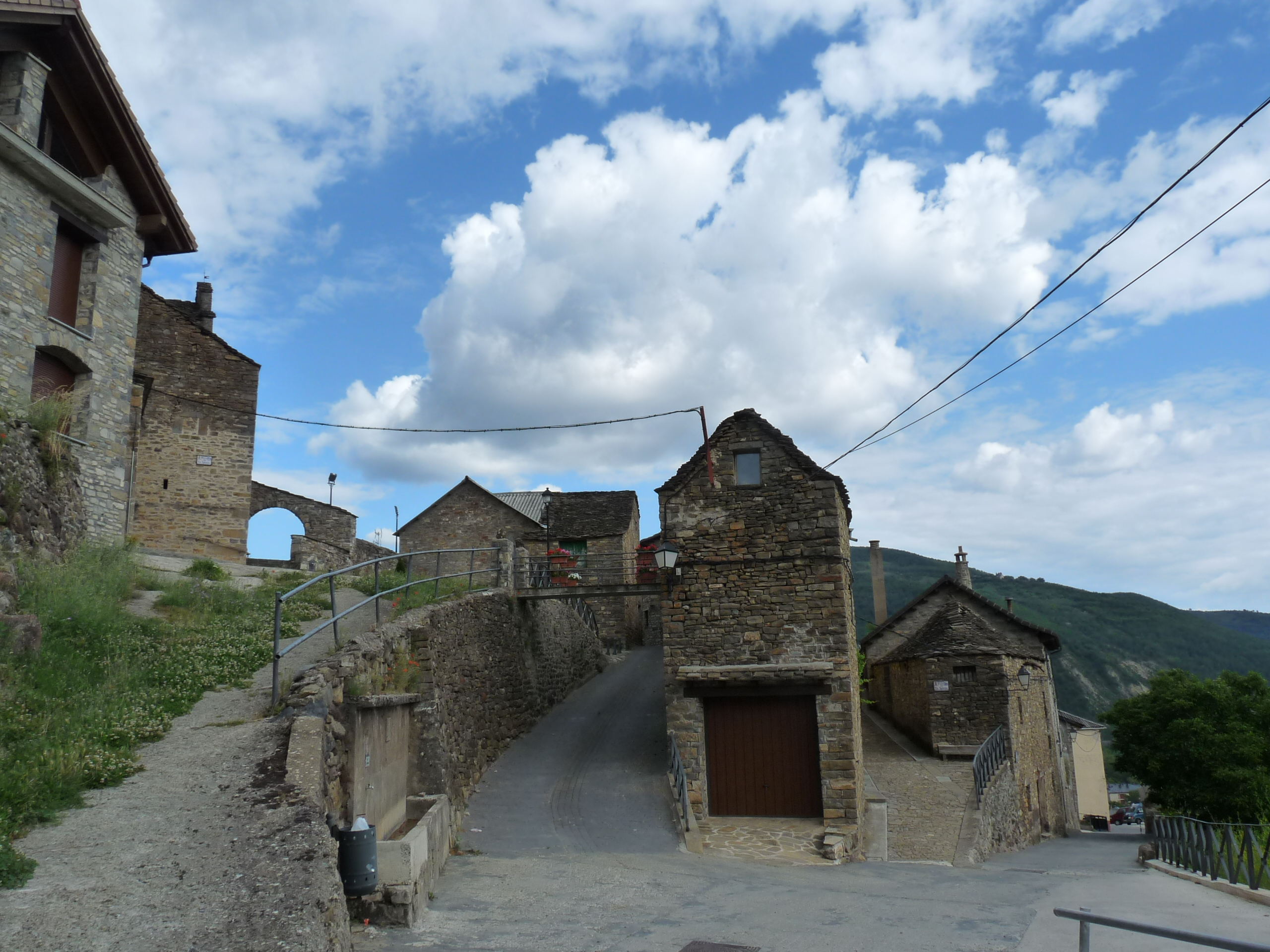
Barrio de la Iglesia

Castiello de Jaca (en aragonés Castiello de Chaca) es un municipio español del partido judicial de Jaca, provincia de Huesca, perteneciente a la comarca de la Jacetania, en la comunidad autónoma de Aragón. Tiene 265 (2024) habitantes y está ubicado a 921 m de altitud, en pleno Pirineo.
El casco urbano se encuentra emplazado en la ladera de una montaña en la margen derecha del río Aragón en el Valle de Canfranc (hallándose en su término municipal la vía de acceso al valle de La Garcipollera). Pertenece también a su término municipal la localidad de Aratorés, con 32 habitantes en 2020.
El núcleo principal queda dividido en dos partes o barrios por el barranco de Casadioses, que desemboca en el río Aragón.

## Geografía
Integrado en la comarca de La Jacetania, se sitúa a 78 kilómetros de la capital provincial. El término municipal está atravesado por la carretera nacional N-330, entre los pK 650 y 655, además de por carreteras locales que conectan con Borau y el Valle de la Garcipollera.  
El relieve del municipio está definido por sierras y valles pirenaicos, destacando la sierra de los Ángeles al oeste, que lo separa del Valle de Borau, el valle de Canfranc (río Aragón) y el Valle de la Garcipollera (río Ijuez). La altitud oscila entre los 1548 metros, en el extremo noroccidental (pico Roda) y los 830 metros a orillas del río Aragón. El pueblo se alza a 921 metros sobre el nivel del mar. 
| Noroeste: Borau | Norte: Villanúa | Noreste: Villanúa y Jaca |
| Oeste: Borau    |                 | Este: Jaca               |
| Suroeste: Jaca  | Sur: Jaca       | Sureste: Jaca            |

## Patrimonio
Destaca en primer lugar su casco urbano, cuyas edificaciones utilizan los materiales propios de la zona, como las losas de piedra caliza, como sucede en el resto de localidades del Pirineo aragonés, aunque en la actualidad se usa más la pizarra, más propia de otras zonas.
Hay que citar igualmente que por el término de Castiello de Jaca discurre el ramal aragonés del Camino de Santiago.
En la parte alta del pueblo, se levanta la iglesia parroquial, románica, del siglo XII, ampliamente reformada en los siglos XVI y XVII.
Castiello de Jaca es conocido como el de las mil reliquias, debido a la leyenda que indica que dichas reliquias se encuentran allí desde que un peregrino que las llevaba consigo paró a descansar en el lugar, mientras hacía su peregrinación hacia Santiago. Cuando intentó reemprender su camino, el saco en el que llevaba las reliquias pesaba tanto que tuvo que dejarlas allí, ya que al parecer la voluntad de las reliquias era permanecer en Castiello de Jaca.

### Ermitas
- Ermita de Nuestra Señora de Trujillo. Románica, siglo XII. Corresponde al despoblado medieval de Atrosillo. Es de planta rectangular, con ábside semicircular, la puerta se situada en el muro sur y tiene arco de medio punto. Está en ruinas.[3]
- Ermita de san Bartolomé. Románica, siglo XII. Corresponde al despoblado medieval de Carastué. Tiene planta rectangular, ábside semicircular y el aparejo es de sillar bien escuadrado. Está en ruinas.[4]
- Ermita de santa Juliana. Románica, siglo XII. De planta rectangular notablemente alargada, ábside semicircular y aparejo de sillarejo. En el muro oeste se levanta una espadaña de dos vanos. Está en ruinas.[5]
- Ermita de la Virgen de Iguácel. Románica, siglo XI. Fue monasterio. De planta rectangular con presbiterio y ábside que se cubre con bóveda de cuarto de esfera, la nave tiene cubierta de madera a dos aguas y el presbiterio bóveda de medio cañón. Está perfectamente conservada.[6]

## Demografía
Castiello de Jaca cuenta con una población de 265 habitantes (INE 2024).
| Gráfica de evolución demográfica de Castiello de Jaca entre 1842 y 2021 |
| |
| Población de derecho según los censos de población del INE Población de hecho según los censos de población del INEEntre el censo de 1857 y el anterior, crece el término del municipio porque incorpora a 225009 (Aratores) |

| 235                       | 559 | 524 | 515 | 523 | 531 | 506 | 544 | 437 | 438 | 405 | 262 | 168 | 139 | 188 |
| (Fuente: INE [Consultar]) |     |     |     |     |     |     |     |     |     |     |     |     |     |     |

## Administración y política
| Período   | Alcalde                   | Partido |  |
| --------- | ------------------------- | ------- |  |
| 1979-1983 | Francisco Betrán Valm     | UCD     |  |
| 1983-1987 |                           |         |  |
| 1987-1991 |                           |         |  |
| 1991-1995 |                           |         |  |
| 1995-1999 |                           |         |  |
| 1999-2003 | Esther Franco Lacasa      | PP      |  |
| 2003-2007 | Esther Franco Lacasa      | PP      |  |
| 2007-2011 | José Álvaro Salesa Puente | PSOE    |  |
| 2011-2015 | José Álvaro Salesa Puente | PSOE    |  |
| 2015-2019 | José Álvaro Salesa Puente | PSOE    |  |

| Partido político    | Partido político                                   | 2003   | 2007   | 2011   | 2015   |
| Partido político    | Partido político                                   | Ediles | Ediles | Ediles | Ediles |
|                     | Partido de los Socialistas de Aragón (PSOE-Aragón) | 2      | 3      | 5      | 4      |
|                     | Partido Popular de Aragón (PP)                     | 3      | 2      | 2      | 1      |
|                     | Partido Aragonés (PAR)                             | 0      | 0      | 0      | 0      |
|                     | Centro Democrático Liberal (CDL)                   | —      | 0      | —      | —      |
|                     | Chunta Aragonesista (CHA)                          | —      | 0      | —      | —      |
| Total de concejales | Total de concejales                                | 5      | 5      | 7      | 5      |

## Fiestas patronales
El patrón es San Miguel Arcángel y las fiestas se celebran el 29 de septiembre.
Las fiestas patronales menores, en honor de las mil reliquias, se celebran el primer domingo de julio.

## Ferrocarril
Dispone de dos apeaderos en la línea de Regionales Renfe Huesca-Canfranc en su término municipal: Castiello Pueblo, muy cerca del núcleo urbano (y por tanto, el más utilizado), y otro (estación en sus orígenes, llamada Castiello a secas) que, debido a su lejanía, hizo necesaria la construcción del primero. Hay cuatro trenes por sentido al día; todos ellos con parada facultativa en el apeadero de Castiello Pueblo, y los dos vespertinos, que posibilitan la parada en el apeadero original. La parada en todos los casos es facultativa.

## Por carretera
Asimismo, efectúa parada en el núcleo urbano el autobús de la Mancomunidad del Alto Valle del Aragón, que cubre el servicio entre Jaca, Candanchú y Astún.
Hay cinco servicios por día en cada sentido.